# Николаев, Валентин Александрович
Валенти́н Алекса́ндрович Никола́ев (16 августа 1921, Еросово, Владимирская губерния — 9 октября 2009, Москва) — советский футболист, тренер. Правый инсайд ЦДКА и сборной СССР. Заслуженный мастер спорта СССР (1948). Заслуженный тренер СССР (1970). Заслуженный работник физической культуры Российской Федерации. Инженер-полковник в отставке.

## Биография
Родился 16 августа 1921 года в деревне Еросово Владимирского уезда Владимирской губернии в семье железнодорожника. Отец, Александр Николаевич, после службы в русской армии получил должность в Курском отделении Московской железной дороги, что и послужило причиной выбора первого клуба. Мама, Александра Ивановна, по утверждению самого Николаева, сыграла решающую роль в приобщении сына к футболу.
Детство прошло в Москве, где он начал играть в футбол. Первым тренером для него стал дядя, Григорий Иванович Родионов, работавший инструктором спортивного отдела «Локомотива». Вскоре стал играть за команду «Казанка» при железнодорожном депо «Москва-Пассажирская» Казанской железной дороги, затем этот клуб был преобразован в общество «Локомотив», где Николаев окончательно сформировался в роли центрального нападающего.
После окончания школы поступил в Московский электромеханический институт инженеров транспорта, где был замечен руководителями ЦДКА. 31 октября 1939 года стал красноармейцем, начав службу в полку связи МВО, а в свободное время продолжал играть в футбол и хоккей. Весной 1940 года был вызван в Батуми на учебно-тренировочный сбор команды, где познакомился с Григорием Федотовым и многими другими игроками ЦДКА. В команде, возглавляемой Сергеем Бухтеевым, над ним взял шефство опытный игрок Сергей Капелькин. Уже в своём первом матче за ЦДКА Николаев забил единственный гол в ворота краматорского «Стахановца». С тех пор форвард навсегда закрепился в основном составе армейской команды.
С началом Великой Отечественной войны Николаев нёс караульную и патрульную службу в Арзамасе. В 1942 году окончил специальные курсы в Государственном центральном институте физической культуры и получил звание лейтенанта. После окончания курсов преподавал физическую подготовку, работал инструктором пулеметного училища в Кузьминках, преподавал лыжную подготовку.
Весной 1943 года команда ЦДКА была возрождена и в том же году Николаев принял участие в чемпионате и Кубке Москвы. В 1944 году команду возглавил Борис Аркадьев, который сформировал пятёрку нападающих в составе Валентина Николаева, Григория Федотова, Алексея Гринина, Владимира Дёмина и Всеволода Боброва (эта команда получила прозвище «команда лейтенантов»).
Летом 1944 года Валентин Николаев был направлен в «Крылья Советов» для участия в матче против английской команды: предполагалось, что из Лондона приедут несколько профессионалов. Матч прошёл на стадионе «Динамо», но носил закрытый характер: из зрителей на нём присутствовали только советское партийное руководство и сотрудники британского посольства, а игроков пропускали только через охраняемый служебный вход. Встреча завершилась сенсационной победой «Крыльев» 19:1, хотя они пропустили гол уже на первой минуте. Как позже выяснилось, в составе англичан не было профессионалов: английские «профи» решили не лететь через линию фронта. Николаев в той встрече забил 4 мяча, а один раз мощным ударом попал английскому вратарю в голову: к счастью, врач с помощью нашатырного спирта привёл пострадавшего в сознание.
Именно Николаев стал лучшим бомбардиром ЦДКА в 1946 году, забив 16 голов в чемпионате и ещё 1 в Кубке СССР. В 1946 году в фактически «золотом» матче Николаев забил единственный гол в ворота принципиального соперника московского «Динамо» и принёс своей команде первый в истории чемпионский титул. Активную роль Николаев сыграл и в завоевании золотых медалей двух следующих чемпионатов. В 1948-м ему было присвоено почётное звание заслуженного мастера спорта СССР. После ухода из команды Федотова и Боброва именно Николаев взял на себя роль лидера команды и помог ей выиграть еще два чемпионата. Кроме того, ЦДКА в послевоенный период завоевал три Кубка СССР и дважды в финальных матчах голы забивал Николаев. За отличный длинный пас и точный удар Валентина Николаева прозвали «бомбардировщиком дальнего радиуса действия».
Николаев вошёл в состав сборной СССР на Олимпийские игры 1952 года. Турнир сложился для советской сборной неудачно и после поражения во втором раунде от команды Югославии она покинула турнир. После этого команда, сменившая к тому времени название на ЦДСА, была расформирована, а с Николаева и ряда его партнёров были сняты звания заслуженных мастеров спорта с формулировкой «за неправильное поведение во время матчей». После этого он решил продолжить карьеру в команде МВО, но сыграв лишь несколько матчей она была снята с чемпионата и расформирована. В 1953 году Николаев завершил игровую карьеру.
Окончив в 1959 году инженерный факультет Военной академии бронетанковых и механизированных войск имени И. В. Сталина, отправился служить в войска. Тогда же ему было восстановлено звание заслуженного мастера спорта СССР. До 1963 года командовал различными подразделениями войск сначала в Германии, а затем в Белорусском военном округе. Во время службы самостоятельно управлял танком.
В 1964 году Спорткомитет Министерства обороны предложил Николаеву вернуться в футбол в качестве старшего тренера ЦСКА. В первый же сезон Николаев завоевал бронзовые медали чемпионата, лишь на три очка отстав от ставшего чемпионом тбилисского «Динамо», а на следующий год его подопечные вновь стали третьими. Для той команды этот результат считался достаточно высоким. Но в 1966 году Николаев был отправлен тренировать команду первой лиги СКА из Хабаровска, где проработал два сезона, но особых успехов не добился. В 1969 году Николаев вновь был назначен старшим тренером ЦСКА, и в 1970 году армейцы впервые за 19 лет стали чемпионами страны, в решающем матче со счётом 4:3 обыграв московское «Динамо». После этой победы Николаев получил воинское звание полковник.
Затем стал старшим тренером сборной СССР. Под его руководством команда провела двадцать четыре матча, не потерпев ни одного поражения и вышла в финальную часть чемпионата Европы 1972, но незадолго до старта турнира по просьбе маршала А. А. Гречко Николаев сосредоточился на работе с ЦСКА. Сборную возглавил Александр Пономарёв и дошёл до финала турнира. ЦСКА откатился в середину таблицы, у тренера начался конфликт с игроками, которые писали на него жалобы. В результате в 1973 году Николаев оставил пост.
В 1974 году получил предложение от Спорткомитета СССР возглавить молодёжную сборную СССР, которую тренировал более десяти лет и добился новых успехов. В 1976 и 1980 годах команда становилась чемпионом Европы. Через сборную Николаева прошли такие известные футболисты как Юрий Чесноков, Леонид Буряк, Давид Кипиани, Рамаз Шенгелия, Александр Бубнов, Хорен Оганесян, Валерий Газзаев и многие другие. Благодаря многим успехам о нём говорят, как о главном преемнике тренерской школы Аркадьева. В 1985 году Николаев покинул свой пост и окончательно завершил тренерскую карьеру.
Скончался на 89-м году жизни 9 октября 2009 года. Похоронен на Перепечинском кладбище.

### Семья
Супруга — Дина Николаевна. Сын — Александр, который по примеру отца поступил в Военный институт физической культуры (Валентин Николаев заканчивал это учебное заведение уже будучи тренером, в 1968 году). Внук Николаева также стал военным.

## Игровые характеристики
Валентин Николаев не обладал яркой спортивной внешностью и телосложением, был полноват, с коротковатыми ногами, круглоголов. На поле он умел все, действуя от ворот до ворот, отрабатывал и в атаке, и в обороне — выцарапывал мяч у атакующих противников, переправлял его форвардам. Играя на позиции правого полусреднего, мог отдать прекрасную длинную передачу. Избавляя партнёров по нападению от «черновой работы», проигрывая им в зрелищности, он «не мыслил для себя футбола без завершения атаки». В результативности Николаев не уступал Федотову и Боброву.
Манерой игры он с юности подражал испанцу Луису Регейро, которого увидел на одной из игр сборной Басконии во время её турне по Советскому Союзу. Капитан испанцев произвел на Николаева сильнейшее впечатление: «Он был душой команды, не переставая, словно челнок, сновал по полю, прекрасно работал с мячом и обладал поставленным ударом. И я стал в игре подражать испанцу». Как и его кумир Валентин Николаев отличался хорошим ударом, являлся на поле настоящим мотором, без устали подгоняя одноклубников вперед. Газета «Красный спорт» писала о восьмёрке ЦДКА: «Николаев в течение полутора часа игры всё время в движении. Умеет сильно ударить, хорошо передать мяч партнёру, ударить мяч головой, остановить его. Он владеет техникой обводки и обманными движениями».

## Достижения

### Футболист
- Чемпион СССР: 1946, 1947, 1948, 1950, 1951
- Серебряный призёр чемпионатов: 1945, 1949
- Обладатель Кубка СССР: 1945, 1948, 1951
- Лучший бомбардир чемпионата СССР: 1946 (16 голов), 1947 (14 голов)
- Член клуба Григория Федотова: 111 голов
- В сборной СССР (1952) 2 официальных матча и 9 неофициальных, 3 гола.
- Участник Олимпийских игр 1952 года (3 матча).

### Тренер
- Чемпион СССР: 1970 (присвоено звание «Заслуженный тренер СССР»).
- Бронзовый призёр чемпионата СССР: 1964, 1965
- Привёл молодёжную сборную СССР к победам на чемпионатах Европы: 1976, 1980

## Правительственные награды
- Орден Красной Звезды (1945).
- Орден Дружбы народов (1981).
- Орден «За заслуги перед Отечеством» IV степени (4 сентября 1997) — за заслуги перед государством, большой вклад в развитие физической культуры и спорта и в связи со 100-летием отечественного футбола.[12]